# پسری به نام جیمز
پسری به نام جیمز (به انگلیسی: Jamesy Boy) فیلمی محصول سال ۲۰۱۴ و به کارگردانی ترور وایت است. در این فیلم بازیگرانی همچون اسپنسر لوفرانکو، مری-لوئیز پارکر، وینگ ریمز، تایسا فارمیگا، مایکل تروتر، رزا سلزار، بن روزنفیلد، تابو و جیمز وودز ایفای نقش کرده‌اند.